# Korsī Kolā-ye Bālā
Korsī Kolā-ye Bālā (persiska: كُرسی كُلا, Korsī Kolā, كرسی كلا بالا) är en ort i Iran.   Den ligger i provinsen Mazandaran, i den norra delen av landet, 130 km nordost om huvudstaden Teheran. Korsī Kolā-ye Bālā ligger 2 meter över havet och antalet invånare är 590.
Terrängen runt Korsī Kolā-ye Bālā är platt. Runt Korsī Kolā-ye Bālā är det tätbefolkat, med 286 invånare per kvadratkilometer. Närmaste större samhälle är Āmol, 14,4 km sydväst om Korsī Kolā-ye Bālā. Trakten runt Korsī Kolā-ye Bālā består till största delen av jordbruksmark.